# Alburquerque (Spanyolország)
Alburquerque (extremadurai nyelven Abuquerqui) egy község Spanyolországban, Badajoz tartományban. Alburquerque Badajoz, Herreruela, Villar del Rey, San Vicente de Alcántara, Valencia de Alcántara, La Codosera, Arronches, Campo Maior és Cáceres községekkel határos. Lakosainak száma 4998 fő (2024).

## Népesség
A település lakosságának változását az alábbi diagram mutatja:
| Lakosok száma | 5605 | 5616 | 5656 | 5704 | 5619 | 5524 | 5436 | 5343 | 5245 | 4998 |
|               | 2001 | 2004 | 2006 | 2009 | 2011 | 2014 | 2016 | 2019 | 2021 | 2024 |